# Audencia
Audencia è una business school che fu fondata a Nantes nel 1903.
La Grande école Audencia si prefigge di preparare alle massime funzioni dirigenziali studenti ad alto potenziale, postgraduate ed executive.
Audencia è accreditata AACSB, EQUIS e AMBA.
La scuola è il partner École nationale de l'aviation civile per una doppia laurea ingegnere / manager.